# Vic Anciaux
Pour les articles homonymes, voir Anciaux.
Victor J. Fr. Anciaux, né le 24 décembre 1931 à Boechout et mort le 24 février 2023, est un homme politique belge flamand, ex-membre de SPIRIT, ex-membre de la Volksunie. 

## Biographie
Vic Anciaux est médecin.

### Famille
Vic Anciaux est le père de Bert Anciaux et l'époux de Marie-Paule Quix depuis 2004.

## Carrière politique
- 1965-1995 : resp. député et sénateur belge
- 1979-1986 : président de la Volksunie
- 1989-1997 : secrétaire d'État dans le gouvernement Picqué I et II.